# Полюшко (село)
По́люшко (укр. Полюшко, крымскотат. Polüşko) — село в Нахимовском районе города федерального значения Севастополя, входит в Качинский муниципальный округ (согласно административно-территориальному делению Украины — Качинского поссовета Нахимовского района Севастопольского горсовета).

## География
Расположено на севере Севастополя, на правом склоне долины реки Кача в нижнем течении, высота центра села над уровнем моря 23 м. Через село проходит автодорога Т-0117 Северная — Саки, расстояние до Севастополя около 15 км (Бартеньевка, Северная сторона). Соседние населённые пункты — за автотрассой, на юго-запад Орловка, в 1,5 километрах южнее Вишнёвое.

## Население
{{Население|Полюшко (село)
По данным переписи 1989 года в селе проживало 1286 человек, на 1998 год — 1734 человека, площадь на тот год составила 135,6 гектара. По данным сельсовета на 2008 год численность населения составила 1787 человек, по данным переписи населения по состоянию на 14 октября 2014 года — 1951 человек. Решением Севастопольского горсовета от 5 мая 2011 года площадь села была изменена и составила 118,1114 гектаров.

## История
Село основано в послевоенное время, в составе Бахчисарайского района. Название считается производным от названия совхоза им. Полины Осипенко, в составе которого село было создано. 15 февраля 1965 года село передано в состав Севастопольского горсовета. С 21 марта 2014 года Полюшко в составе города федерального значения Севастополь России.